# Miqueliopuntia miquelii
Miqueliopuntia miquelii là một loài thực vật có hoa trong họ Cactaceae. Loài này được (Monv.) F. Ritter mô tả khoa học đầu tiên năm 1980.

## Hình ảnh

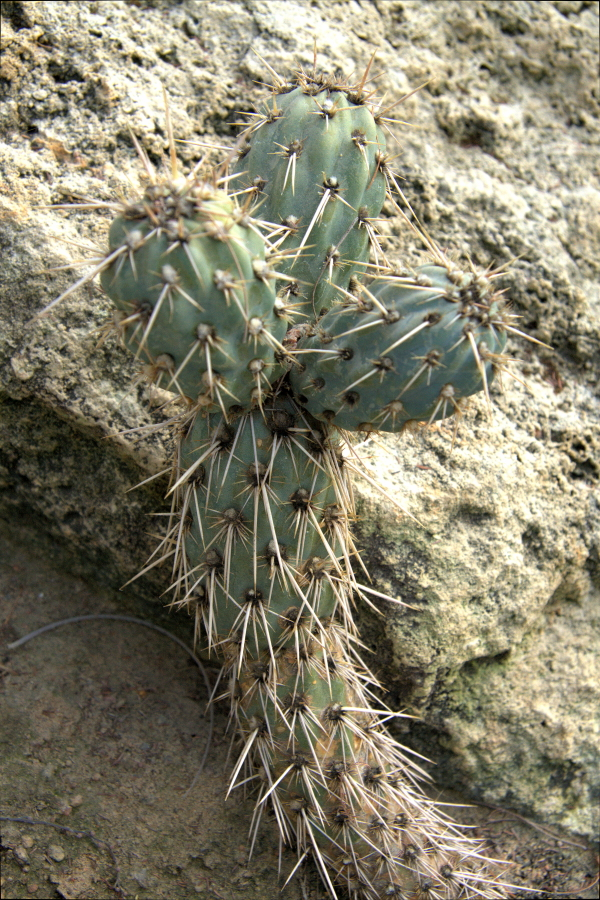
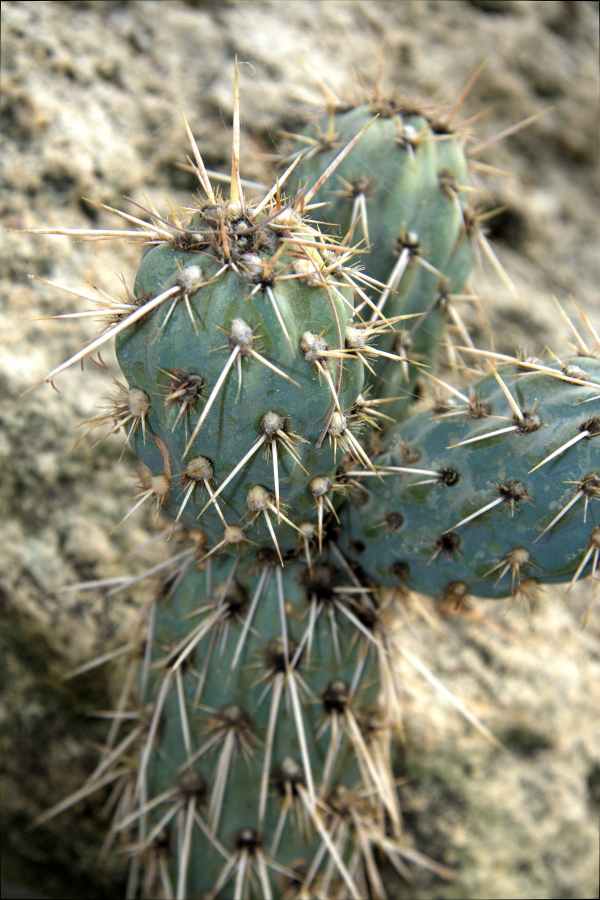